# Saluzzi, ensayo para bandoneón y tres hermanos
 Saluzzi, ensayo para bandoneón y tres hermanos es una película documental de Argentina filmada en blanco y negro y en colores dirigida por Daniel Rosenfeld sobre su propio guion que se estrenó el 29 de marzo de 2001.

## Sinopsis
Dino Saluzzi, un compositor y bandoneonista argentino radicado en el exterior, hace una gira por Europa antes de visitar Campo Santo, Salta, su ciudad natal, y proporciona sus reflexiones sobre el arte y los comentarios que dan cuenta de su visión del mundo.
Fue preestrenada en el Festival Internacional de Cine de Berlín de 2000 y en el Buenos Aires Festival Internacional de Cine Independiente en abril del mismo año.

## Entrevistados
Los entrevistados son:
- Dino Saluzzi.
- Félix Saluzzi
- Celso Saluzzi
- Mark Johnson

## Comentarios
Adolfo C. Martínez en La Nación opinó:

«…retrotrae a la pantalla aquellas historias simples que, años atrás, permitieron a la cinematografía argentina lanzar u mensaje ingenuo mediante algún divo emgarzado en el gusto popular.»

Gustavo J. Castagna en El Amante del Cine  escribió:

«…a años luz de un documental perezoso, se aproxima al Godard One Plus One con The Rolling Stones por su “falsa improvisación” y el afán de concederle al espectador solo lo necesario e imprescindible.»

Manrupe y Portela escriben:

«Dignísimo documental filmado en 16 mm…La cámara se limita a observar a su personaje en plena creación artística. Sin enamoramientos, con lo justo y necesario las dos partes en que se divide son un contrapunto entre dos mundos y dos deseos. Europa en blanco y negro y Salta en color. Imperdibles las lecciones de los distintos modos y ritmos del bandoneón»

Diego Batlle en La Nación opinó:

«La película es a la vez emotiva y rigurosa, divertida y solemne, descontracturada y didáctica, íntima y abarcadora, Plena de matices, búsquedas y experimentación.»

## Premios y nominaciones
Asociación de Cronistas Cinematográficos de la Argentina, Premios 2002
- Lorenzo Bombicci, ganador del Premio Cóndor de Plata al Mejor Montaje.
- Daniel Rosenfeld, ganador del Premio Cóndor de Plata al Mejor Documental.

Festival Internacional de Cine de Chicago, premios 2000.
- Nominada al premio Hugo de Oro al Mejor Documental.